# Semiothisa subfulva
Semiothisa subfulva là một loài bướm đêm trong họ Geometridae.